# GOLD (FLOWの曲)
「GOLD」（ゴールド）は、日本のバンド、FLOWの楽曲で、メジャー38枚目（通算42枚目）のシングル。2022年4月27日にSACRA MUSICから発売。
前作「DICE」から約4か月ぶりのリリースで、2022年第1弾シングル。

## 収録曲

### 通常盤
作詞：KOHSHI ASAKAWA　作曲：TAKESHI ASAKAWA　編曲：FLOW
1. GOLD [3:37]
  - テレビ東京系アニメ『BORUTO-ボルト- -NARUTO NEXT GENERATIONS-』10代目オープニングテーマ。
  - 2022年1月23日、先行配信開始。
2. 燈 [3:57]
  - 舞台『ライブ・スペクタクル「NARUTO -ナルト-」～うずまきナルト物語～』公演イメージソング。
  - 2022年1月3日、先行配信開始。
3. GO!!! -TeddyLoid Remix- [3:38]
  - メジャー4枚目のシングルのRemixバージョン。
  - TeddyLoidとは2016年のアルバム『#10』収録の「DARK SHADOW feat. TeddyLoid」以来の再タッグとなる。
4. GOLD（Instrumental） [3:57]
5. 燈（Instrumental） [3:52]

### 期間限定盤

#### DISC1（CD）
1. GOLD [3:37]
2. 燈 [3:57]
3. GO!!! -New Mix- [4:00]
  - メジャー4枚目のシングルのNew Mixバージョン。
4. GOLD（Instrumental） [3:37]
5. GOLD（TV size） [1:28]

#### DISC2（BD）
1. 「GOLD」Music Video
  - ミュージック・ビデオの監督は竹内鉄郎が務めた。PVは「GO!!!」からの続編となっている。
2. 「GOLD」Making Video

## 収録アルバム
オリジナル
- 『Voy☆☆☆』 (#1,#2)